# Villa Gerdes
Die Villa Gerdes, Wilhelm-Böning-Straße 13, Ecke Ludwigstraße, im niedersächsischen Nordenham im Landkreis Wesermarsch stammt wohl vom Anfang des 20. Jahrhunderts.

Aktuell (2023) wird es durch Wohnungen sowie soziale und gewerbliche Dienstleister genutzt.
Das Gebäude steht unter Denkmalschutz (siehe auch Liste der Baudenkmale in Nordenham).

## Beschreibung und Geschichte
Das viergeschossige verputzte historisierende giebelständige Gebäude mit Jugendstilelementen, Sattel- und Flachdach, mit dem barockisieren Giebel und dem Ochsenauge, dem linken zweigeschossigen Erker mit differenziertem Gesims und Brüstungsfeldern, dem rechten dreigeschossigen Anbau mit neoklassizistischen Elementen und der Loggia, dem seitlichen Giebelrisalit sowie den viereckigen, modern gestalteten Fenstern wurde wohl nach 1900 gebaut.
Das Haus wurde zunächst als Villa genutzt. Später war hier auch ein Lokal und ein Bekleidungsgeschäft.
Es war 2007 Teil einer Insolvenzmasse. Danach wurde es saniert und die Wohnungen und Büros vermietet, u. a. im EG an die Brötjehof Jugend- und Familienhilfe GmbH.
Das Landesdenkmalamt befand zur Bedeutung: „… geschichtlich, künstlerisch, wissenschaftlich, städtebaulich …“